# Cidariophanes ischnopterata
Cidariophanes ischnopterata là một loài bướm đêm trong họ Geometridae.